# ClearSpace-1
ClearSpace-1（ClearSpace One）は、欧州宇宙機関（ESA）との契約に基づき、スイス連邦工科大学ローザンヌ校（EPFL）からのスピンオフ企業であるClearSpace SAとその産業チームが実施するスペースデブリ除去ミッションである。ミッションの目的は、Vega（ヴェガロケット）の打ち上げ時に残されたペイロードアダプタ（Vespaの上段部分）を軌道から取り除き、積極的デブリ除去（ADR: Active Debris Removal）の完全なバリュー・チェーンを実証することである。使用済み衛星を対象とするランデブー、捕捉、軌道離脱などの技術を実証し、宇宙ゴミ除去への道筋を構築する。再突入（リエントリー）による破壊で、捕捉した衛星とClearSpace-1機自体の両方を破壊する。
なお、JAXAによれば、本ミッションは実質的にEOLサービス（End Of Life service、故障衛星の除去を行う）をビジネスとして提供することを視野に入れている。
2019年、ESAの積極的デブリ除去/軌道上サービス（ADRIOS: Active Debris Removal/In-Orbit Servicing）プロジェクトにおける宇宙安全プログラム契約を、ClearSpace社が落札した。2013年に打ち上げられたベガ・フライトVV02の二次ペイロードアダプタを対象として軌道離脱を行う。落札額は8600万ユーロ。2020年11月に契約の署名が行われ、打ち上げは2025年を予定している。ClearSpace-1以前のプログラムとしては、ESAが2010年代に計画していた宇宙デブリ除去ミッションが存在した。最終的に、e.Deorbitミッションは実行に移されることなく、衛星も建造されなかった。e.Deorbitミッション全体が中止となり、ClearSpace-1がESAの宇宙デブリ除去計画を継承している。